# MyChat
MyChat — клиент-серверное программное обеспечение для передачи текстовых сообщений с гарантированной доставкой и звонками.
Программа распространяется по лицензии Shareware. Незарегистрированная версия поддерживает до 20 одновременных подключений пользователей к серверу чата, а также иногда показывает рекламный баннер и уведомляет о бесплатной лицензии во всех текстовых окнах. Если вы не регистрируете программу, то просто используете её, как бесплатную версию, согласно лицензионному соглашению.

## Возможности
- MyChat построен по технологии клиент-сервер, что позволяет ему работать как в обычной локальной сети, так и в сети со сложной многоуровневой конфигурацией, а также через Интернет.
- Простая интеграция с Active Directory (возможность импортировать пользователей с их личными данными в сервер чата). Поддержка любого количества доменов[1].
- Использование SSL для шифрования передаваемых сообщений[2].
- Достаточно широкие возможности администрирования сервера и управления клиентами.
- Авторизация пользователей на сервере и централизованное хранение личных данных.
- Возможность удаленного изменения конфигураций клиентских приложений.
- Отправка офлайн сообщений для пользователей, которые отключены от сервера.
- Возможность вставки изображений в текст чата[3].
- Файловое хранилище на сервере, разделенное на персональные и общее хранилища[2].
- Возможность передачи файлов и папок (можно передавать и онлайн, и офлайн пользователям).
- Возможность передачи файлов через сервер (включается автоматически, если невозможно передать данные напрямую).
- Доска объявлений.
- Система массовых оповещений с подтверждением о прочтении и возможностью прикреплять файлы.
- Детализированная история сообщений на клиенте, а также полное протоколирование сообщений приватов и каналов на сервере.
- Встроенные антимат и антифлуд фильтры.
- Базовое управление сервером с консоли клиента.
- Система автоматического обновления клиентов с сервера. Есть также MSI пакет для автоматического развёртывания.
- Pascal-подобный скриптовый язык, встроенный в сервер, для реализации дополнительных возможностей и интеграции со сторонним ПО.
- Блокировки / баны (IP, MAC, UIN, диапазоны IP).
- Списки контактов: личные и общие (личные — формируются пользователями индивидуально; общие — формируются на сервере, имеют неограниченный уровень вложенности разделов и подразделов)[2].
- Встроенный FTP сервер, используемый для передачи файлов и обновлений.
- WEB-интерфейс для управления сервером[4].
- Система плагинов на клиенте. Есть примеры (исходные тексты) на Delphi и C++.
- Инструмент просмотра системных и FTP протоколов, а также истории переписки используя любой браузер.
- Возможность интеграции чата в веб-сайт[5].
- Шрифтовая разметка и форматирование отправляемых сообщений (доступны базовые возможности, такие как: изменение начертания, цвета, фона и размера текста).
- Открытый протокол обмена данными, основанный на JSON.
- Веб-чат для общения пользователей без установки приложения, используя браузер.
- Голосовые и видеозвонки, работают на технологии WebRTC. Все звонки идут через встроенный TURN сервер
- Специальный сервис MyChat Guest[6] для приглашения людей в корпоративный WEB-чат посредством электронной почты.
- Интеграция с 1С: Предприятие через NativeAPI[7].
- Kanban[8] доска для управления проектами.
- Программа работает на компьютерах под управлением ОС Windows, Linux[9], Mac[9]
- Встроенный форум[10], который не нужно настраивать.
- Android клиент для подключения с мобильных платформ[11].
- Чат полностью поддерживает Unicode в интерфейсе и отправляемых сообщениях[11].
- Интеграция с Asterisk
- Приложение для iOS
- GPS-трекинг
- Голосовые сообщения
- Редактирование своих сообщений в приватах и конференциях
- Отправка сообщений в "тихом" режиме
- PIN-код безопасности аккаунта
- Голосовые сообщения в приложении на Android
- Реакции на сообщения
- Экспорт истории из Skype

## Недостатки
- Графический интерфейс на сервере.
- Нет возможности объединять серверы.
- ОС до Windows 2000 не поддерживаются.